# Petit Colombier
Petit Colombier is een zeer klein onbewoond eilandje in het Franse overzeese gebied Saint-Pierre en Miquelon, gelegen voor de kust van het eiland Saint-Pierre in de Atlantische Oceaan. Het eiland beslaat een oppervlakte van ongeveer 4030 m².

## Geografie
Petit Colombier is 130 meter breed en 62 meter lang. Het eiland ligt 0,17 km ten noordoosten van Grand Colombier. Samen met Île aux Pigeons, Île aux Vainqueurs, Île aux Marins en Grand Colombier maakt Petit Colombier deel uit van een kleine eilandengroep rond Saint-Pierre.